# Rennbahn Ascot

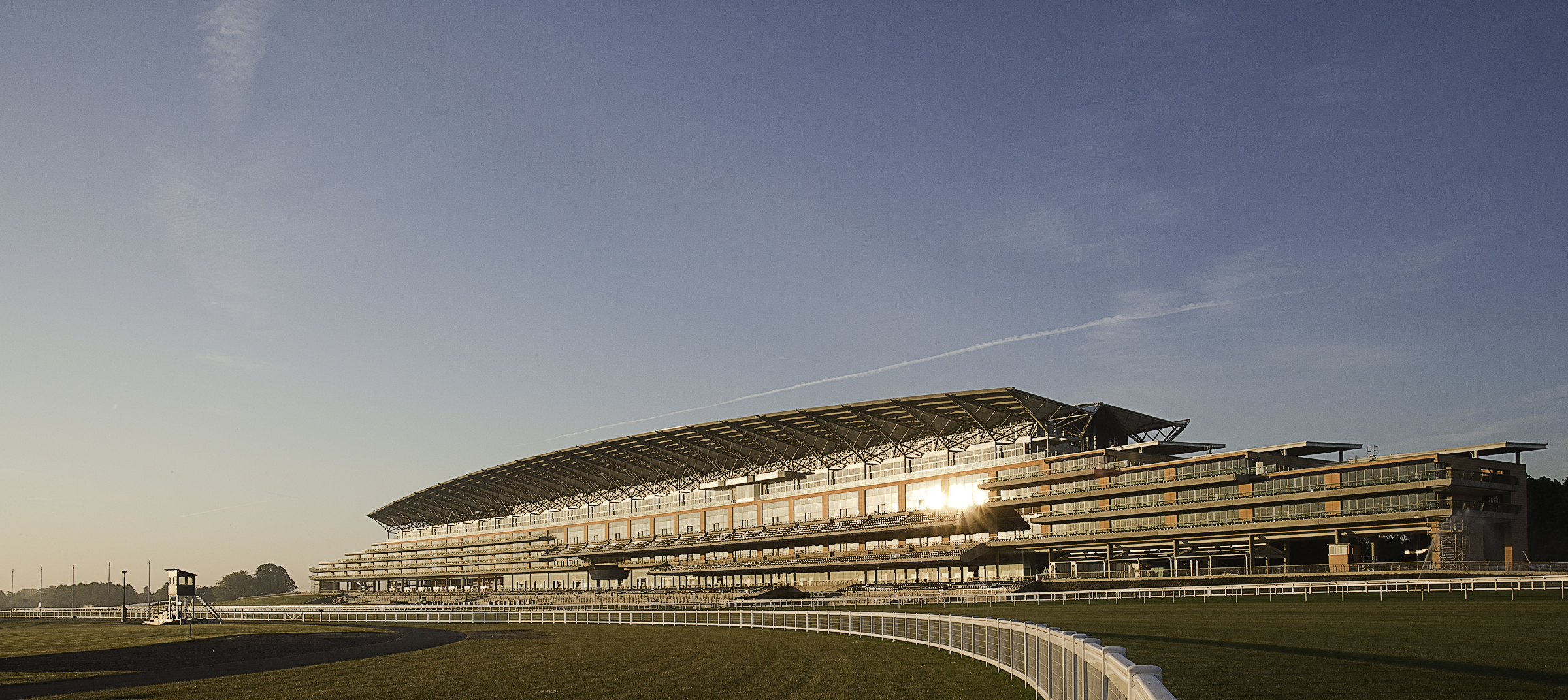
Haupttribüne der Rennbahn Ascot

Die Rennbahn Ascot (engl. Ascot Racecourse) ist eine der ältesten Pferderennbahnen in Ascot, Großbritannien. Sie ist die Austragungsstätte der Royal Ascot Rennwoche und des British Champions Day. 

## Geschichte
Am 11. August 1711 wurden auf Initiative der damaligen Königin Anne die ersten Rennen in Ascot, Grafschaft Berkshire, südlich von Windsor veranstaltet. Bei den Rennen liefen sieben Pferde, die jeweils ein Gewicht von 76 Kilogramm trugen, über eine Distanz von 6437 Metern.
Entworfen und gebaut wurde die Rennbahn von einem Team um William Lowen und John Grape. Die Kursführung der Rennbahn ist dreieckig (ähnlich wie die Düsseldorfer Galopprennbahn auf dem Grafenberg) mit zwei angeschlossenen Verlängerungsstücken (dem Old Mile-Kurs mit einem Bogen und dem Royal Hunt Cup-Kurs mit einer ca. 1600 Meter langen Geraden, s. britische Landmeile). 
Der Zuschauerbereich „Royal Enclosure“ geht in seiner heutigen Form auf König George IV zurück. 
Im Jahr 1813 verabschiedete das House of Commons den Act of Enclosure, um die öffentliche Nutzung des Ascot-Geländes, das Eigentum der Krone ist, für den Pferdesport dauerhaft festzuschreiben. 1913 setzte das Parlament eine Ascot-Behörde unter dem Vorsitz des Repräsentanten ihrer Majestät ein; Verwaltungsleiter ist der Clerk of the Course, der auch die Funktion des Renndirektors wahrnimmt.
2005 konnte die Royal Ascot-Rennwoche wegen umfangreicher Umbaumaßnahmen im Tribünenbereich nicht in Ascot stattfinden und wurde deshalb nach York ausgelagert. Für eine vom britischen Rennsport investierte Rekordsumme von 220 Millionen Pfund wurde die gesamte Tribüne, inklusive der Rennbahn, Paradering und Stallboxen, renoviert und auf moderne Standards angehoben.  Zum Royal Ascot 2006 wurde der Rennplatz mit neuer Tribüne von Königin Elisabeth II. wiedereröffnet.

## Royal Ascot-Rennwoche

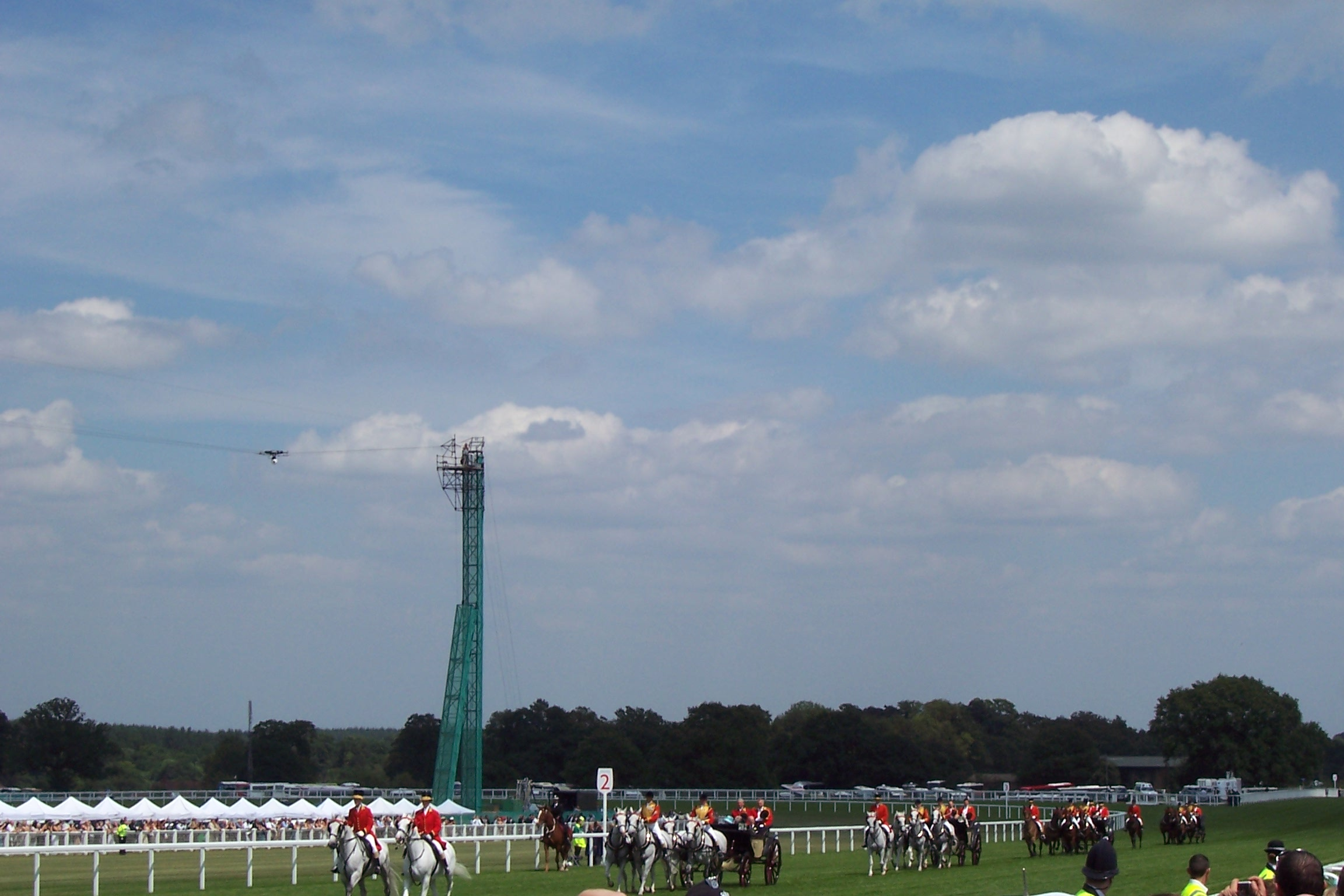
Einzug der königlichen Familie, Royal Ascot 2006, 4. Renntag

Die Royal Ascot-Rennwoche ist die wichtigste Veranstaltung auf der Rennbahn. Das erste Royal Meeting fand 1768 statt und steht bis heute unter der Schirmherrschaft des britischen Königshauses. Die Rennwoche wird alljährlich Mitte Juni, ca. 20 Tage nach dem Epsom Derby auf der Rennbahn Ascot durchgeführt.

## British Champions Day
Seit 2011 findet der British Champions Day im Oktober statt, der Höhepunkt der British Champions Series. Die Veranstaltung steht in Konkurrenz um die besten Pferde mit dem französischen Arc de Triomphe-Wochenende und dem Breeders’ Cup.

## Weitere Rennen
Außerhalb der Royal Ascot-Rennwoche finden das ganze Jahr über Pferderennen auf der Rennbahn von Ascot statt.
Seit 1951 wird Ende Juli das King George VI And Queen Elizabeth Stakes (2414 Meter, Gr. I) ausgetragen.
In der Winterzeit, während der National Hunt Season finden zahlreiche Hindernisrennen statt.

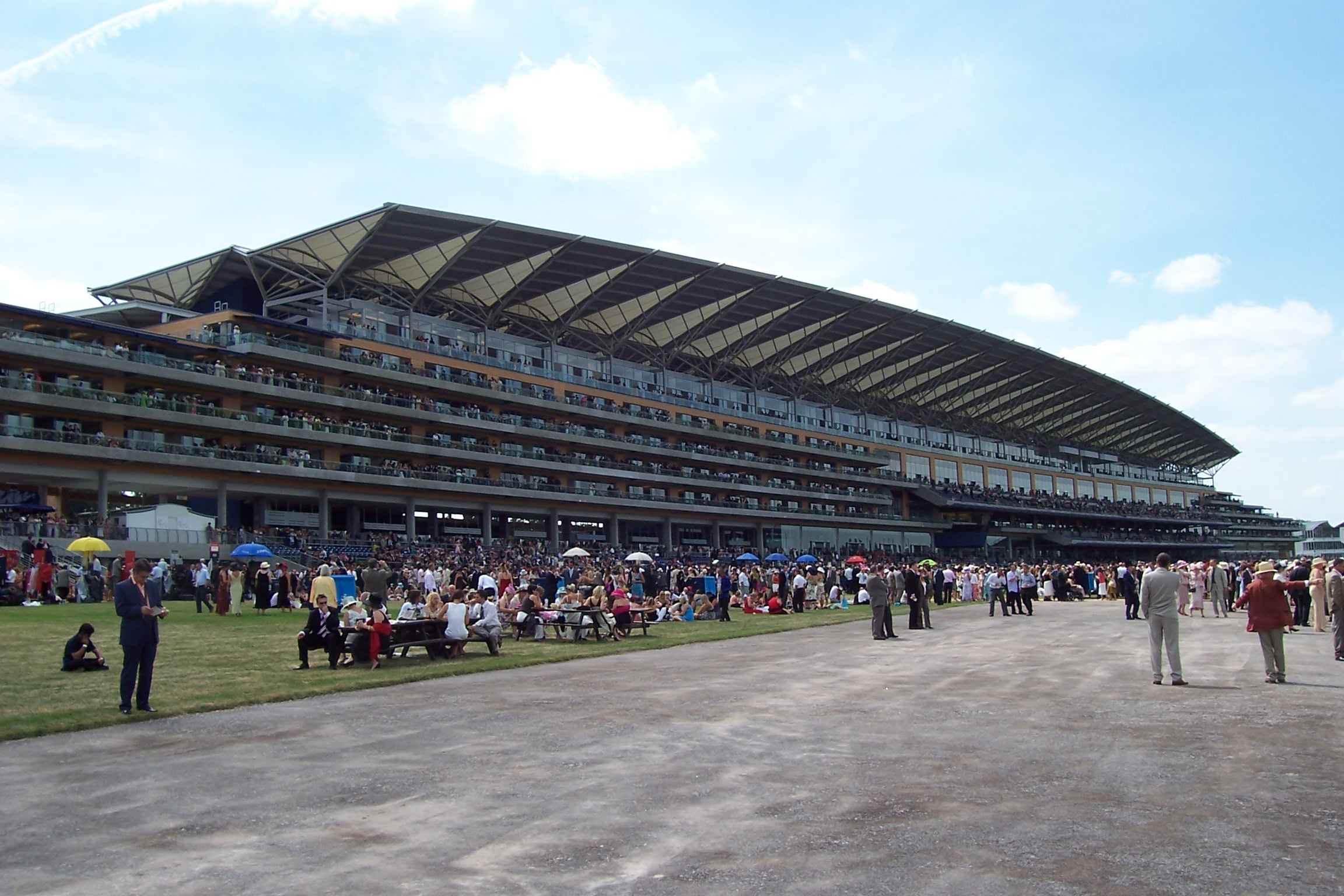
Royal Enclosure mit neuer Tribüne, Royal Ascot 2006, 4. Renntag

| Monat            | Tag      | Rennen                                    | Typ       | Klasse       | Distanz | Alter/Geschlecht           |
| ---------------- | -------- | ----------------------------------------- | --------- | ------------ | ------- | -------------------------- |
| Januar           | Samstag  | Holloway’s Hurdle                         | Hürden    | Grade 2      | 3923 m  | 4-jährig und älter         |
| Januar           | Samstag  | Clarence House Chase                      | Jagd      | Grade 1      | 3420 m  | 5-jährig und älter         |
| Januar           | Samstag  | Warfield Mares’ Hurdle                    | Hürden    | Grade 2      | 4828 m  | 4-jährig und älter, Stuten |
| Februar          | Samstag  | Reynoldstown Novices’ Chase               | Jagd      | Grade 2      | 4828 m  | 5-jährig und älter         |
| Februar          | Samstag  | Ascot Chase                               | Jagd      | Grade 1      | 4325 m  | 5-jährig und älter         |
| Februar          | Samstag  | Weatherbys Chase                          | Jagd      | Handicap     | 4828 m  | 5-jährig und älter         |
| April            | Dienstag | Sagaro Stakes                             | Flach     | Gruppe 3     | 3219 m  | 4-jährig und älter         |
| April            | Dienstag | Pavilion Stakes                           | Flach     | Gruppe 3     | 1207 m  | 3-jährig                   |
| April            | Dienstag | Paradise Stakes                           | Flach     | Listenrennen | 1609 m  | 4-jährig und älter         |
| Mai              | Samstag  | Victoria Cup                              | Flach     | Handicap     | 1408 m  | 4-jährig und älter         |
| Juli             | Samstag  | Summer Mile Stakes                        | Flach     | Gruppe 2     | 1609 m  | 4-jährig und älter         |
| Juli             | Samstag  | Princess Margaret Stakes                  | Flach     | Gruppe 3     | 1207 m  | 2-jährig, Stuten           |
| Juli             | Samstag  | King George VI and Queen Elizabeth Stakes | Flach     | Gruppe 1     | 2414 m  | 3-jährig und älter         |
| Juli             | Samstag  | Pat Eddery Stakes                         | Flach     | Listenrennen | 1408 m  | 2-jährig                   |
| Oktober          | Freitag  | Noel Murless Stakes                       | Flach     | Listenrennen | 2816 m  | 3-jährig                   |
| Oktober          | Samstag  | Bengough Stakes                           | Flach     | Gruppe 3     | 1207 m  | 3-jährig und älter         |
| Oktober          | Samstag  | Cumberland Lodge Stakes                   | Flach     | Gruppe 3     | 2414 m  | 3-jährig und älter         |
| Oktober          | Samstag  | Cornwallis Stakes                         | Flach     | Gruppe 3     | 1006 m  | 2-jährig                   |
| Oktober/November | Samstag  | Sodexo Gold Cup                           | Jagd      | Grade 3      | 4828 m  | 4-jährig und älter         |
| November         | Samstag  | Ascot Hurdle                              | Hürden    | Grade 2      | 3923 m  | 4-jährig und älter         |
| November         | Samstag  | Amlin 1965 Chase                          | Jagd      | Grade 2      | 3822 m  | 4-jährig und älter         |
| Dezember         | Freitag  | Championship Standard Open NH Flat Race   | N H Flach | Listenrennen | 3219 m  | 4-jährig bis 6-jährig      |
| Dezember         | Freitag  | Noel Novices’ Chase                       | Jagd      | Grade 2      | 3822 m  | 4-jährig und älter         |
| Dezember         | Freitag  | Kennel Gate Novices’ Hurdle               | Hürden    | Grade 2      | 3219 m  | 4-jährig und älter         |
| Dezember         | Samstag  | Wessex Youth Trust Handicap Hurdle        | Hürden    | Grade 3      | 3219 m  | 4-jährig und älter         |
| Dezember         | Samstag  | Ascot Silver Cup                          | Jagd      | Handicap     | 4828 m  | 4-jährig und älter         |
| Dezember         | Samstag  | Long Walk Hurdle                          | Hürden    | Grade 1      | 5029 m  | 4-jährig und älter         |

## Trivia
- Ein enger Freund des Prinzregenten, Beau Brummell, entwickelte um das Jahr 1800 den bis heute nur leicht veränderten Dresscode für Ascot: Männer tragen einen (möglichst „ascot-grauen“) „morning dress“ (bestehend aus Cutaway und Zylinder), Damen entsprechende „respektable“ Kleidung – wobei sich die Damenmode in jüngster Vergangenheit zunehmend freizügiger entwickelte – und obligatorisch einen Hut.
- Lange Zeit hatten offiziell geschiedene Personen der Gesellschaft keine Zugangsberechtigung zur Royal Enclosure. In diesen abgeschlossenen Besucherbereich der Rennbahn haben nur geladene Personen nach vorheriger Bewerbung unter Benennung von bereits zutrittsberechtigten Bürgen Zutritt. Diese Konvention besteht allerdings seit einigen Jahren – nicht zuletzt wegen der Ehescheidungen innerhalb der königlichen Familie – nicht mehr.
- Auch in Australien gibt es in der Nähe von Perth einen „Ascot Racecourse“.